# Mas Llorigó (Vilallonga del Camp)
El Mas Llorigó és una obra de Vilallonga del Camp (Tarragonès) inclosa a l'Inventari del Patrimoni Arquitectònic de Catalunya.

## Descripció
El mas Llorigó, situat al camí de mas Cantó, té una estructura quadrangular i un cert aspecte de fortificació, amb els murs arrebossats. Consta de planta baixa, amb porta allindada de grosses proporcions, pis i golfes. Davant de la masia, que està orientada a ponent, hi ha l'era. La construcció és força austera, només destaca des del punt de vista ornamental la decoració de motllures que emmarca les finestres i divideix els diferents pisos de la masia.